# Feadillo saotomensis
Feadillo saotomensis es una especie de crustáceo isópodo terrestre de la familia Armadillidae.

## Distribución geográfica
Es endémica de la isla de Santo Tomé (Santo Tomé y Príncipe).